# محمدآباد سیدها
محمدآباد سیدها روستایی در دهستان خاتون‌آباد، بخش مرکزی شهرستان شهربابک در استان کرمان است.
جمعیت این روستا در سال ۱۳۸۵، ۳۱ نفر بوده است.